# Nils von Dardel
Nils Elias Christoffer von Dardel (Bettna, 25 ottobre 1888 – New York, 25 maggio 1943) è stato un pittore svedese.
Nato in un piccolo paese della contea svedese di Södermanland, dopo avere studiato arte a Stoccolma, nel 1910 raggiunse Parigi insieme ad un gruppo di giovani artisti scandinavi; di questo gruppo facevano parte anche Sigrid Hjertén, Isaac Hirsche Grünewald, Einar Jolin e Leander Engström.
A differenza della maggior parte di questi giovani artisti nordici, che trovarono ispirazione nelle opere di Matisse, von Dardel fu maggiormente attratto da alcune tendenze post-impressioniste, in particolare dal puntinismo, con la tecnica della scomposizione dei colori, e dal fauvismo, con l'uso di colori puri e decisi.
Subì il fascino anche dell'arte giapponese dell'intaglio del legno e della tecnica cubista, sperimentata in alcune vedute cittadine.
Un esempio di queste influenze è il suo dipinto Begravning i Senlis (Funerale a Senlis) del 1913, che dipinse mentre si trovava nella piccola città medioevale di Senlis.

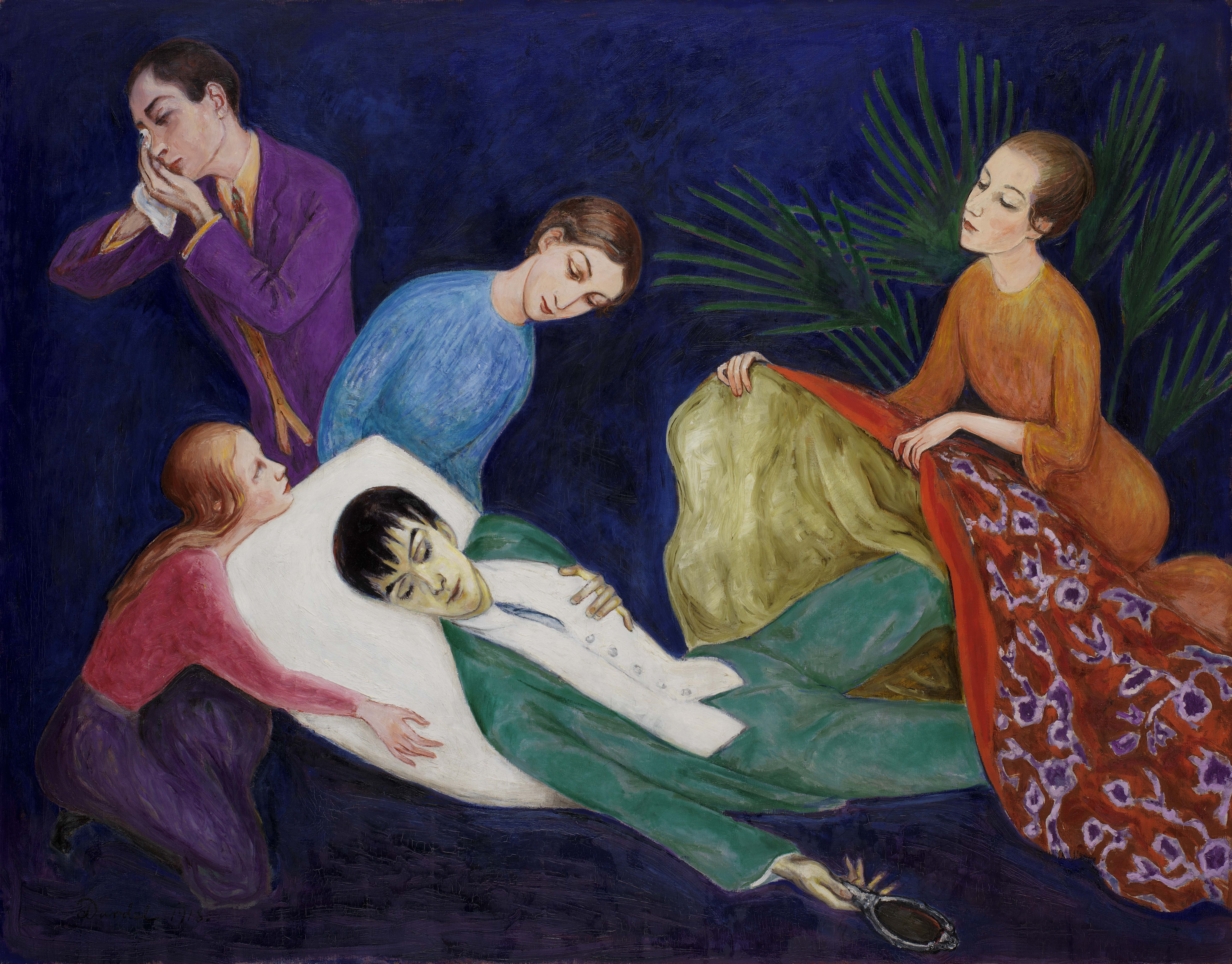
Den döende dandyn (Il dandy morente)

Di ritorno a Parigi, cominciò a concentrarsi sui ritratti.
La figura umana divenne così il motivo dominante delle sue opere, come in Den döende dandyn (Il Dandy Morente) del 1918.
Nel 1913 von Dardel divenne amico di Rolf de Maré, un ricco artista svedese fondatore dei Ballets Suédois, che si esibirono a Parigi dal 1920 al 1925.
De Maré apprezzò la fantasia ed il talento di von Dardel, che nei cinque anni dell'esistenza della compagnia di ballo produsse diverse scenografie.
Quest'esperienza influì molto sul suo stile, tanto che i dipinti di questo periodo richiamano spesso gli sfondi teatrali, assomigliando a scene di un dramma o a parti di un film.
In quegli anni von Dardel condusse una vita bohemien e frenetica, col tempo autodistruttiva.
Crime passionnel (Crimine di Passione) del 1921 ne è un esempio chiaro e perfino cruento, che richiama la sua vita tumultuosa nella Parigi degli anni venti.
Molte delle sue pitture successive sono ritratti di gente che incontrò nei suoi viaggi.
Negli anni quaranta alcune istituzioni artistiche svedesi organizzarono alcune retrospettive del suo lavoro; ciò fu la sua conquista popolare finale nel suo paese natale.
Von Dardel morì a New York il 25 maggio 1943.
Nel 1989 è stato girato il film tv Den döende dandyn di Anders Wahlgren